# 津和野藩御船屋敷
津和野藩御船屋敷（つわのはんおふなやしき）は、広島県廿日市市桜尾本町にあった江戸時代の津和野藩（現島根県津和野町）の船屋敷。現在（2025年6月時点）は、稲生社と蓮教寺境内に移植されたソテツと石碑だけとなっている。
1620年（元和6年）以降、津和野藩主亀井家が参勤交代の折、廿日市から海路をとるために整備された。後には石見特産の和紙や木材の中継拠点としても機能した。

## 概要
津和野藩は内陸の山間部にあり、江戸時代に上方・江戸へ向かうためには津和野街道を経由して安芸国廿日市本陣に出てから、瀬戸内海航路を利用するのが最も効率的だった。当初、津和野藩主の亀井氏が参勤交代の際には廿日市本陣の商人・鳥屋七郎右衛門居宅に宿泊しており、同藩はまず1620年（元和6年）に廿日市本陣の海岸付近に「船着ノ蔵屋敷」を設置。ただしこれは船を着けるためだけの簡素な作りであったようで、藩主は引き続き鳥屋七郎右衛門宅で寝泊まりしていたという。そこで同藩は1630年（寛永7年）に広島藩に対し、船屋敷の用地提供を願い出る。翌1631年（寛永8年）に許可の旨広島藩より回答があり、桜尾城西側一帯に「津和野藩御船屋敷」が設けられた。
屋敷内には御殿・船蔵・土蔵・定詰長屋・御紙蔵（おかみぐら、石州和紙を保管する蔵）などの施設が建てられ、1736年（元文元年）頃には屋敷に居住する津和野藩家中は93名との記録が残っている。また桜尾城北側の西国街道沿いには1656年（明暦2年）以降、「御船入り」として船蔵・水主長屋が設けられた。
江戸時代後期の幕府天文方・堀田仁助はこの屋敷で津和野藩士の子として生まれた。仁助ははじめ御船手役所筆役見習として採用され、城下町津和野で勘定所見習を務めた後、1782年（天明2年）に幕府天文方となった。その後西洋測量術を駆使して陸中国・宮古から東蝦夷地・アツケシまでの航路を開拓したり、東蝦夷地の測量も行ったりして伊能忠敬の蝦夷地測量の先駆となった。
明治維新と廃藩置県の混乱の中で御船屋敷は荒廃し、現在は跡地と石碑が残るのみとなっている。屋敷内にあった石灯籠や狛犬の類は家臣の手によって廿日市市内や津和野町内の神社仏閣に寄贈されたものが一部残っている。

## 交通アクセス
- JR山陽本線・ 廿日市駅 徒歩約15分
- 広島電鉄宮島線・広電廿日市駅 徒歩約12分